# Pavel Sankovič
Pavel Paŭlavič Sankovič (in bielorusso Павел Паўлавіч Санковіч?; Hrodna, 29 giugno 1990) è un nuotatore bielorusso.

## Palmarès
- Mondiali in vasca corta

Windsor 2016: bronzo nei 50m dorso e nella 4x50m misti.
- Europei

Berlino 2014: bronzo nei 100m farfalla.
- Europei in vasca corta

Stettino 2011: bronzo nei 50m dorso e nei 100m dorso.
Herning 2013: bronzo nei 50m dorso e nella 4x50m misti.
Netanya 2015: bronzo nella 4x50m misti e nella 4x50m misti mista.
Copenaghen 2017: argento nella 4x50m misti mista e bronzo nella 4x50m misti.
- Mondiali giovanili

Monterrey 2008: argento nei 50m dorso e bronzo nei 50m farfalla.